# Gymnocrex plumbeiventris
Gymnocrex plumbeiventris là một loài chim trong họ Rallidae.